# Marquesat de San Vicente del Barco
El marquesat de San Vicente del Barco és un títol nobiliari espanyol.
La primera família en tenir el marquesat van ser els Vargas, procedent de Francisco de Vargas, senyor de San Vicente, el seu descendent Fadrique va ser el primer marquès. El títol va ser concedit el 30 de març de 1629 per Felip IV de Castella. La successió va recaure en línia femenina, concretament en la seva neta, María de Tapia. No obstant això, la mort sense successió de María, el marquesat va passar a Juan Felipe de Villarroel, fill d'Antonia Manrique, germana del primer titular. Posteriorment va passar als fills d'aquest. Després a la casa dels ducs d'Alba.
L'actual marquès, l'onzè, és Fernando Martínez de Irujo des de l'11 de juliol de 1959.
| Núm. | Titular                                 | Període   | Relació                |       |
| ---- | --------------------------------------- | --------- | ---------------------- | ----- |
| I    | Fadrique de Vargas                      | 1629-1653 | Primer titular         |       |
| II   | María de Tapia                          | 1653-1679 | Neta de l'anterior     | [ 4 ] |
| III  | Juan Felipe de Villarroel               | 1679-1708 | Nebot de 1r titular    |       |
| IV   | Fernando de Villarroel                  | 1709-1744 | Fill de l'anterior     | [ 4 ] |
| V    | Pedro de Villarroel                     | 1744-1792 | Fill de l'anterior     |       |
| VI   | Manuela de Villarroel                   | 1792-1813 | Filla de l'anterior    | [ 4 ] |
| VII  | Cayetano de Silva                       | 1813-1865 | Besnebot de l'anterior |       |
| VIII | Agustín de Silva y Bernuy               | 1865-1872 | Fill de l'anterior     |       |
| X    | Alfonso de Silva y Fernández de Córdoba | ?         |                        | [ 5 ] |
| XI   | Rosario de Silva                        | ?-1934    | Filla de l'anterior    |       |
| XII  | Cayetana Fitz-James Stuart              | 1954-1994 | Filla de l'anterior    |       |
| XIII | Fernando Martínez de Irujo              | 1994-Act. | Fill de l'anterior     |       |